# Burg Firmenich

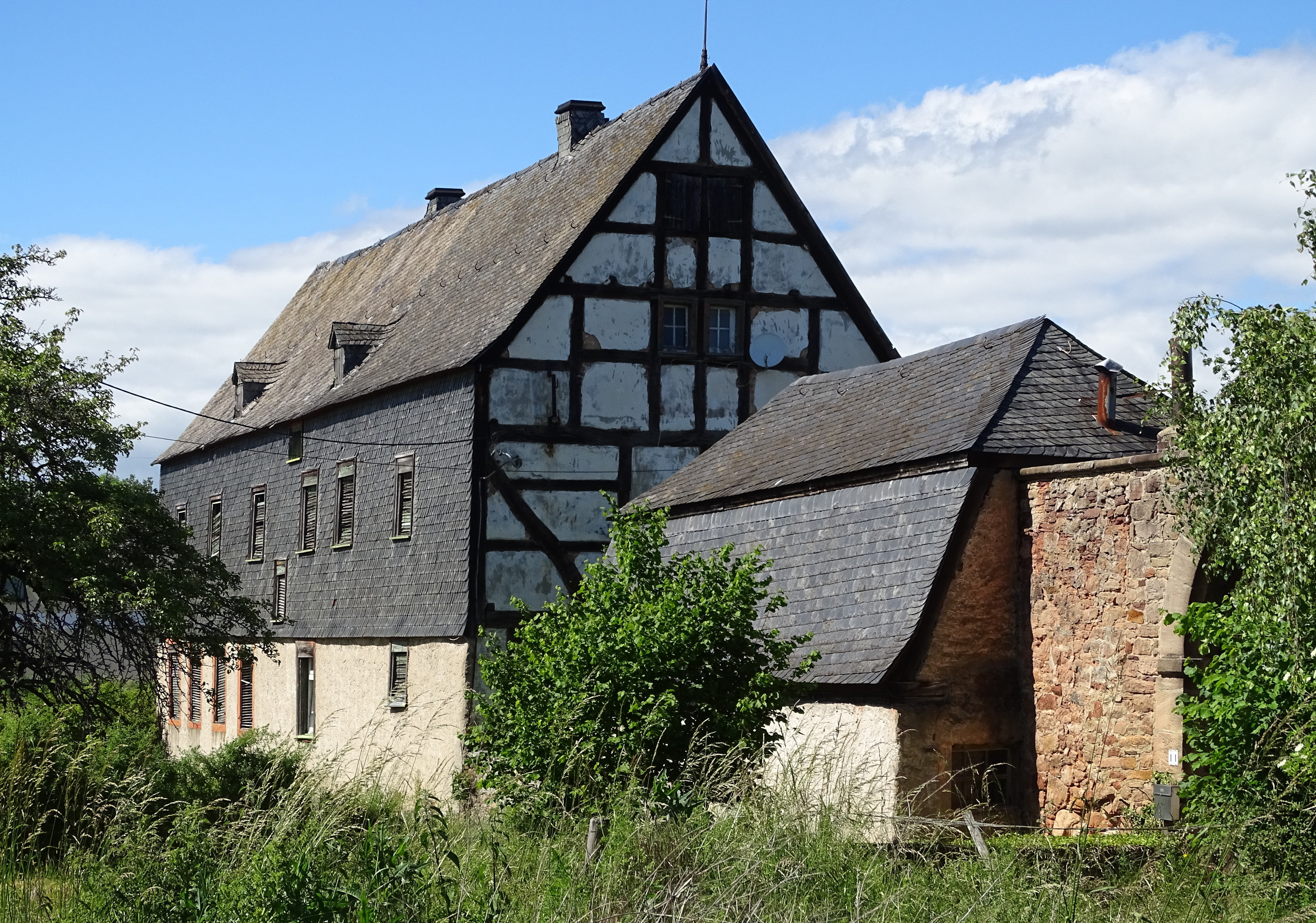
Vorderseite des Haupthauses und Backhaus

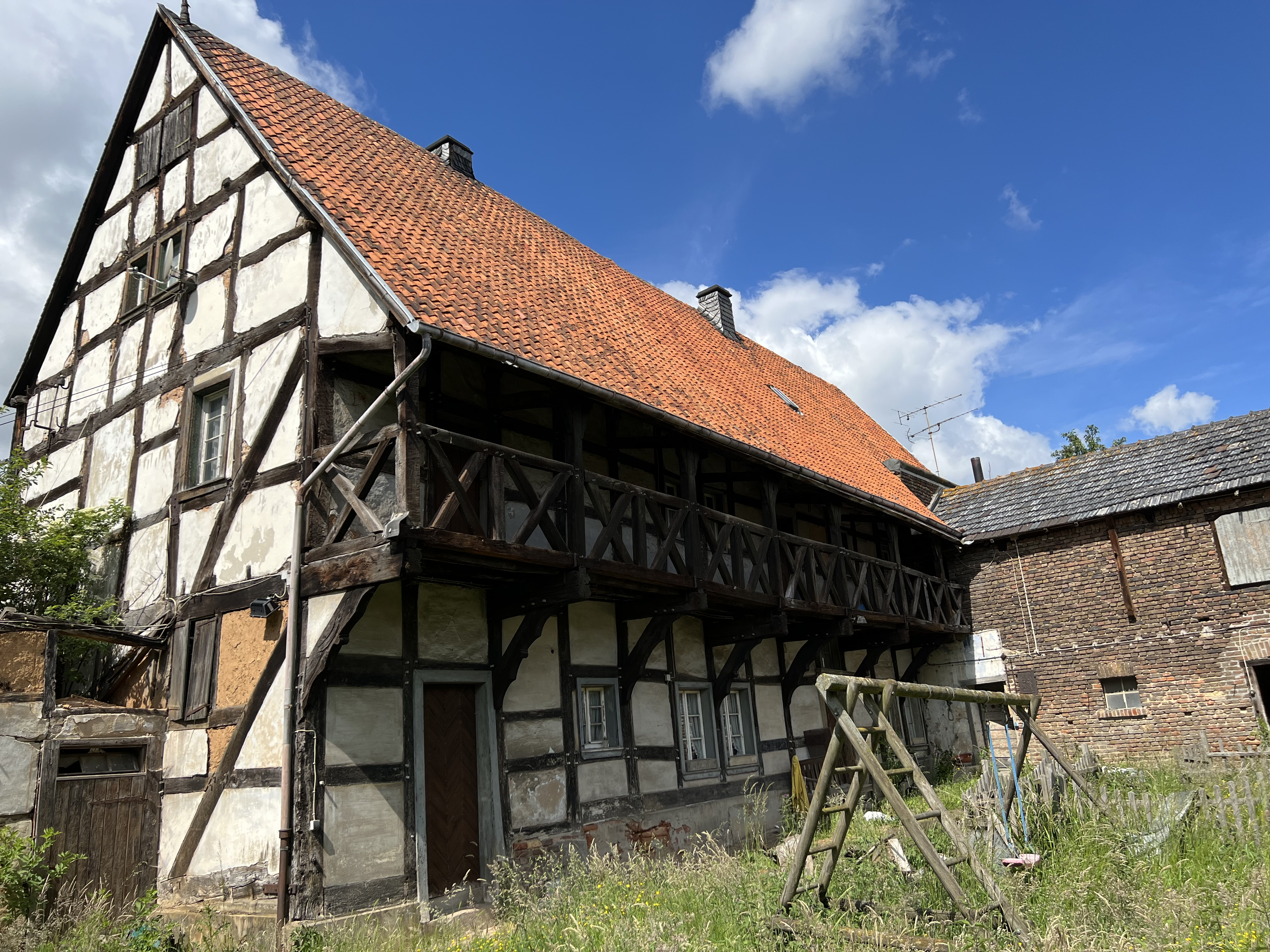
Rückseite des Haupthauses mit Galerie

Die Burg Firmenich ist eine in den Ausmaßen zunächst spätmittelalterliche Burg in Firmenich, einem Stadtteil von Mechernich im nordrhein-westfälischen Kreis Euskirchen. Es handelt sich bei der einteiligen Anlage um einen beinahe quadratischen Hof, an dem ein zweigeschossiger Fachwerkbau vom Typus spätgotischer Burghäuser steht. Neben dem Haupthaus steht ein ehemaliges Backhaus mit barockem Mansardendach und ein Rundbogentor. Die weiteren Seiten des Hofes bilden einfache Wirtschaftsgebäude des 18. und 19. Jahrhunderts sowie eine Scheune an der Nordseite.
Der Bereich der heutigen Anlage wurde schon im 15. Jahrhundert als „Akkerburg“ erwähnt. Der erste namhafte Besitzer war Johann von Büdesheim, der 1465 den Firmenicher Hof an seinen Schwager Peter von Nettersheim verkaufte. Wesentliche Teile der Anlage, vor allem das Haupthaus, wurden im 16. Jahrhundert gebaut und 1626 aufgelassen. Besitzer waren zu dieser Zeit die Familie Krümmel von Nettersheim. Bemerkenswert ist die am Haupthaus zum Hof gelegene Galerie, die als Original einmalig in der Nordeifel ist. Sie steht auf Ankerbalken des Erdgeschosses und ist durch Andreaskreuze charakterisiert.